# Steginoporella magnilabris
Steginoporella magnilabris is een mosdiertjessoort uit de familie van de Steginoporellidae. De wetenschappelijke naam van de soort is, als Membranipora magnilabris, voor het eerst geldig gepubliceerd in 1854 door Busk.